# Grignasco
Grignasco est une commune italienne d'environ 4 800 habitants située dans la province de Novare, dans la région Piémont, dans le Nord-Ouest de l'Italie.

## Administration
| Période                                  | Période | Identité | Étiquette | Qualité |
| ---------------------------------------- | ------- | -------- | --------- | ------- |
|                                          |         |          |           |         |
| Les données manquantes sont à compléter. |         |          |           |         |

### Hameaux
Ara, Bertolotto, Bovagliano, Ca' Marietta, Carola, Garodino, Pianaccia, Torchio, Sagliaschi, Isella.

### Communes limitrophes
Boca, Borgosesia, Prato Sesia, Serravalle Sesia, Valduggia.

## Jumelage
- Pont-Sainte-Maxence (France).